# سوسیالیسم دهقانی
سوسیالیسم دهقانی (انگلیسی: Agrarian socialism) یا کشاورزی جامعه‌گرا یک ایدئولوژی سیاسی است که ترکیبی از یک راه کشاورزی از زندگی با یک نظام اقتصادی سوسیالیستی است.
این تفکر سیاسی، از سیاست‌های اتحاد جماهیر شوروی در کشاورزی سرچشمه گرفت.

## شوروی
کُلخوز یا مزرعه اشتراکی (به روسی: колхо́з) گونه‌ای مزرعه‌داری اشتراکی در اتحاد شوروی بود که به عنوان روشی تازه در کنار روش مزرعه‌داری دولتی (سُوْخوز) برپا شده بود.
اعضاء کلخوزها را کلخوزی‌ها (به روسی: مردان را کلخوزنیک: колхозник و زنان را کلخوزنیتسا: колхозница) می‌نامیدند. این اعضاء بنا به تعداد روزهای کاری سهمی از محصول و سود مزرعه دریافت می‌کردند، در حالی که در سوخوزها یعنی کشتزارهای دولتی، کارگران دستمزد مشخصی داشتند.

## اسراییل

### کیبوتص
کیبوتص (به عبری: קיבוץ) (به معنای تعاون) نوعی «دهکده اشتراکی» است که ریشه در صهیونیسم و سوسیالیسم دارد. هم‌اکنون در کشور اسرائیل در حدود ۲۵۰ کیبوتص و بیش از ۴۵۰ موشاو وجود دارد.
در کیبوتص، هر کسی به اندازه توان خود کار می‌کند و به اندازه نیازش از درآمد عمومی استفاده می‌کند. همه چیز کیبوتص، مال همه اهالی آن جامعه است و در عین حال، مال هیچ‌یک از آنان نیست.
در کیبوتص «مالکیت خصوصی» وجود ندارد و مالکیت تنها «اشتراکی» است.

### موشاو
موشاو (به عبری: מושב) نوعی روستا و محل سکونت در اسرائیل است که با «مزرعه اشتراکی» کشاورزی اداره می‌شود و در آن هر خانواده مزرعه و خانه خویش را در تملک دارد، ولی برخی از وسایل تولیدی روستا به‌طور اشتراکی در اختیار همه ساکنان موشاو قرار دارد.